# Еремеево (Тверская область)
Еремеево — деревня в Борковском сельском поселении Бежецкого района Тверской области России.

## География
Расположена на левом берегу реки Уйвешь, на противоположном берегу находится деревня Бор Еремеевский. Деревня Еремеево вытянулась вдоль автомобильной дороги, выходящей на магистраль 28К-0058.

## Население
| 2008 | 2010 |
| ---- | ---- |
| 28   | ↘14  |